# Southampton Football Club 2013-2014
Questa pagina raccoglie i dati riguardanti il Southampton Football Club nelle competizioni ufficiali della stagione 2013-2014.

## Stagione
{{..}}

## Rosa
| N. |                             | Ruolo | Calciatore          |
| -- | --------------------------- | ----- | ------------------- |
| 1  | Inghilterra (bandiera)      | P     | Kelvin Davis        |
| 2  | Inghilterra (bandiera)      | D     | Nathaniel Clyne     |
| 3  | Giappone (bandiera)         | D     | Maya Yoshida        |
| 4  | Francia (bandiera)          | C     | Morgan Schneiderlin |
| 5  | Croazia (bandiera)          | D     | Dejan Lovren        |
| 6  | Portogallo (bandiera)       | D     | José Fonte          |
| 7  | Inghilterra (bandiera)      | A     | Rickie Lambert      |
| 8  | Irlanda del Nord (bandiera) | C     | Steven Davis        |
| 9  | Inghilterra (bandiera)      | A     | Jay Rodriguez       |
| 10 | Uruguay (bandiera)          | C     | Gastón Ramírez      |
| 12 | Kenya (bandiera)            | C     | Victor Wanyama      |
| 16 | Inghilterra (bandiera)      | C     | James Ward-Prowse   |
| 18 | Inghilterra (bandiera)      | C     | Jack Cork           |
| 20 | Inghilterra (bandiera)      | C     | Adam Lallana        |
| 21 | Brasile (bandiera)          | A     | Guilherme do Prado  |
| 22 | Inghilterra (bandiera)      | C     | Calum Chambers      |

| N. |                             | Ruolo | Calciatore      |
| -- | --------------------------- | ----- | --------------- |
| 23 | Inghilterra (bandiera)      | D     | Luke Shaw       |
| 25 | Argentina (bandiera)        | P     | Paulo Gazzaniga |
| 26 | Paesi Bassi (bandiera)      | D     | Jos Hooiveld    |
| 27 | Galles (bandiera)           | C     | Lloyd Isgrove   |
| 31 | Polonia (bandiera)          | P     | Artur Boruc     |
| 32 | Inghilterra (bandiera)      | D     | Jason McCarthy  |
| 33 | Inghilterra (bandiera)      | D     | Matt Targett    |
| 35 | Inghilterra (bandiera)      | D     | Jack Stephens   |
| 36 | Inghilterra (bandiera)      | D     | Jordan Turnbull |
| 37 | Inghilterra (bandiera)      | C     | Omar Rowe       |
| 38 | Inghilterra (bandiera)      | C     | Harrison Reed   |
| 39 | Inghilterra (bandiera)      | A     | Jake Sinclair   |
| 40 | Scozia (bandiera)           | A     | Sam Gallagher   |
| 41 | Stati Uniti (bandiera)      | P     | Cody Cropper    |
| 43 | Inghilterra (bandiera)      | P     | Will Britt      |
| 44 | Irlanda del Nord (bandiera) | P     | Chris Johns     |